# ویلیام هیل براون
ویلیام هیل براون (انگلیسی: William Hill Brown؛ ۱ نوامبر ۱۷۶۵ – ۲ سپتامبر ۱۷۹۳) رمان‌نویس و نمایشنامه‌نویس آمریکایی بود. وی نویسنده رمان قدرت همدردی (۱۷۸۹) است که به طور ناشناس و بدون ذکر نام وی به چاپ رسید. این اثر نخستین رمان آمریکایی محسوب می‌شود.